# 阿里斯·亚历山德鲁
阿里斯·亚历山德鲁（希臘語：Άρης Αλεξάνδρου，1922年-1978年7月2日），希腊小说家、诗人、翻译家。思想上左倾、反传统。他创作了单本小说《箱子》(To kivotio)，被广泛认为是20世纪下半叶现代希腊文学的代表作。
他的翻译作品主要是译自俄语的作品，主要为散文，也有部分诗作。

## 生平
阿里斯·亚历山德鲁生于俄国圣彼得堡，其父为希腊人Vasilis Vasiliadis，其母为俄国人Polina Antovna Vilgelmson。1928年，他们迁往希腊塞萨洛尼基，不久前往雅典。1940年，亚历山德鲁高中毕业，但是报考工程学院失败；不久其为雅典经济商业大学录取。1942年，他决定弃学，从事翻译工作。